# Timea tristellata
Timea tristellata är en svampdjursart som först beskrevs av Topsent 1892.  Timea tristellata ingår i släktet Timea och familjen Timeidae. Inga underarter finns listade i Catalogue of Life.